# Hrabstwo Forrest
Hrabstwo Forrest (ang. Forrest County) – hrabstwo w stanie Missisipi w Stanach Zjednoczonych. Obszar całkowity hrabstwa obejmuje powierzchnię 470,17 mil² (1217,73 km²). Według szacunków United States Census Bureau w roku 2009 miało 81 078 mieszkańców.
Hrabstwo powstało w 1906 roku.

## Miejscowości
- Hattiesburg
- Petal

## CDP
- Glendale
- Rawls Springs[4]

| Populacja hrabstwa w poprzednich latach | Populacja hrabstwa w poprzednich latach |
| Rok                                     | Liczba ludności                         |
| --------------------------------------- | --------------------------------------- |
| 1980                                    | 65 939                                  |
| 1990                                    | 68 314                                  |
| 2000                                    | 72 604                                  |
| 2005                                    | 75 095                                  |